# De Tamboer

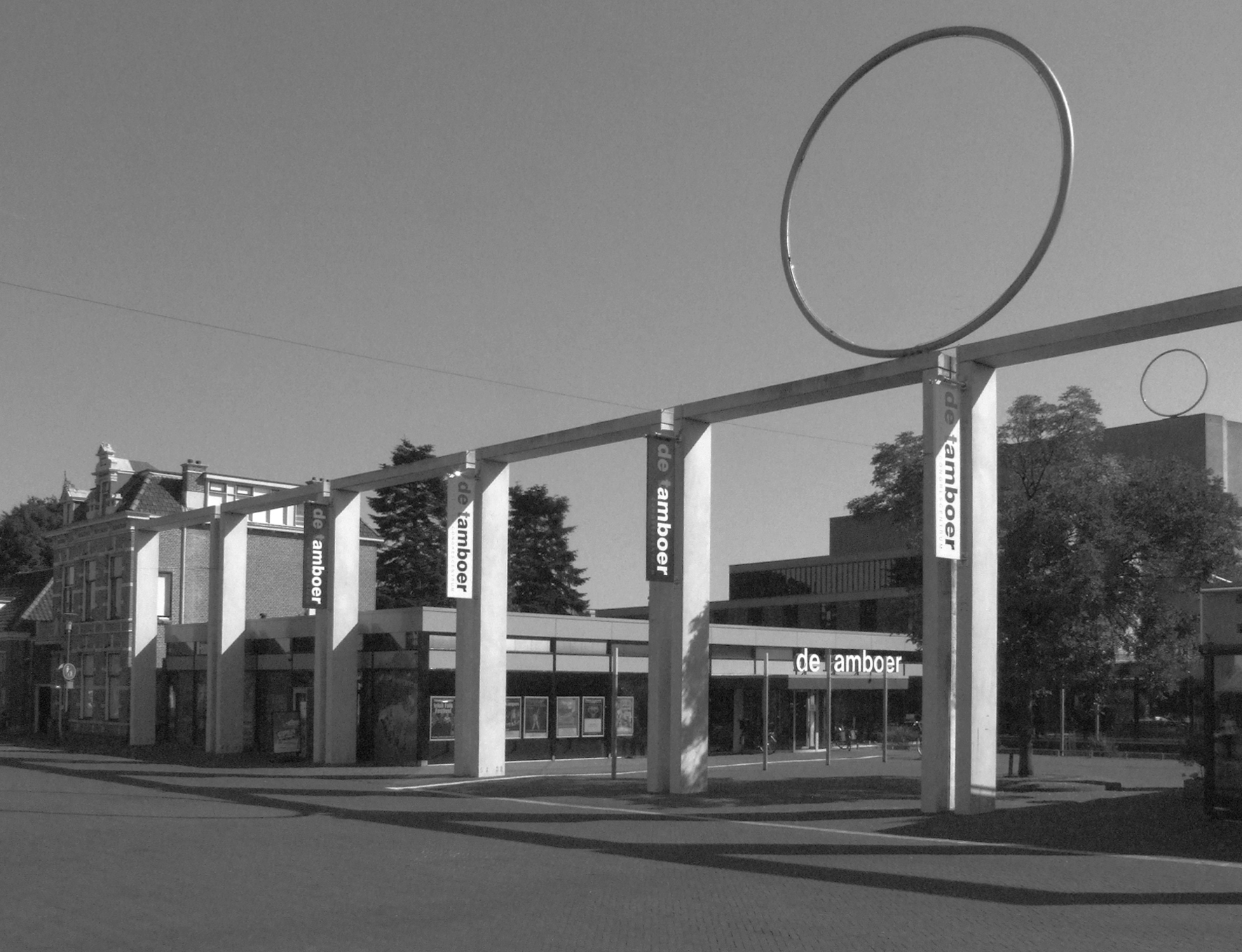
Buitenzicht

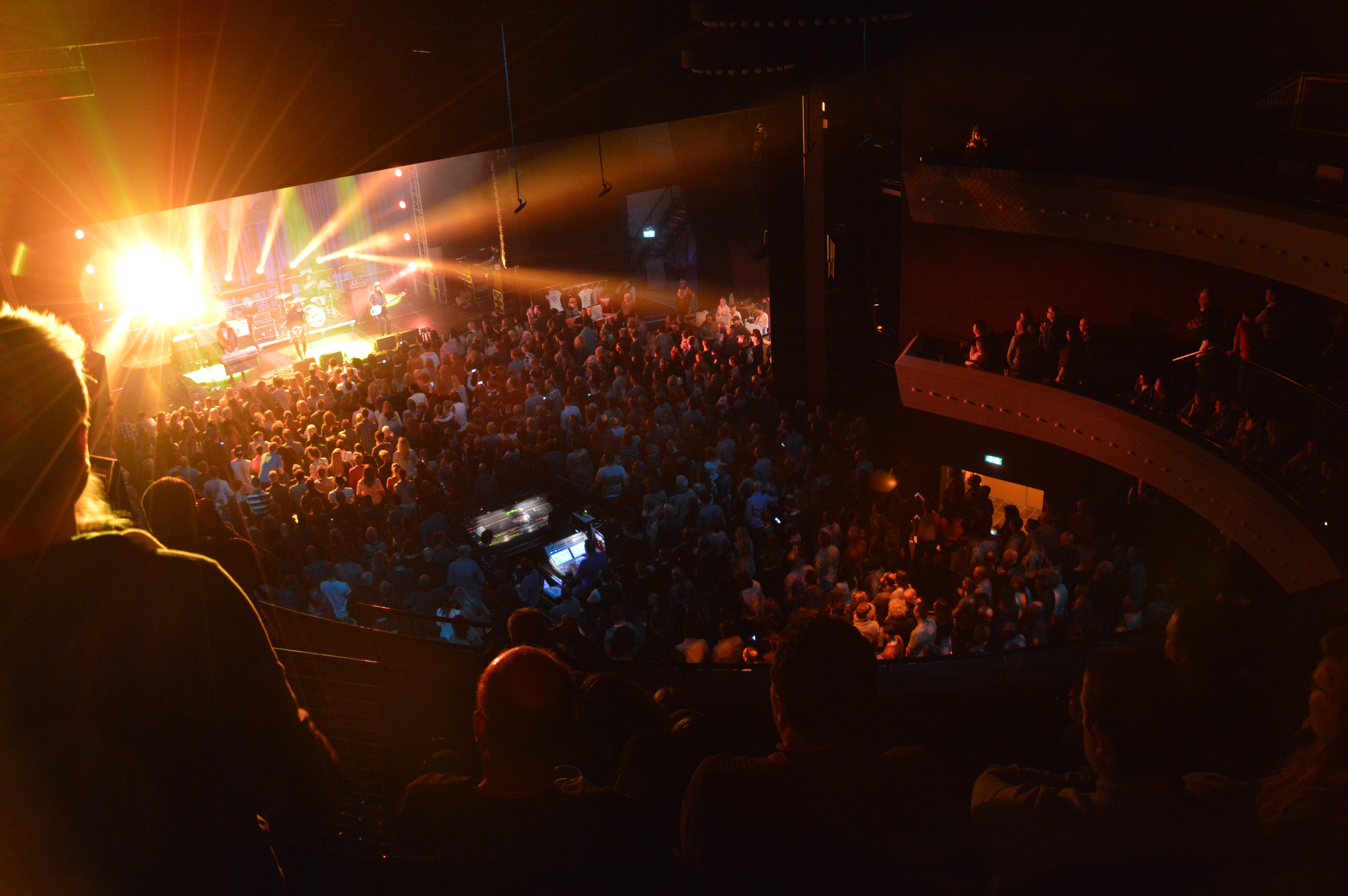
Binnenzicht

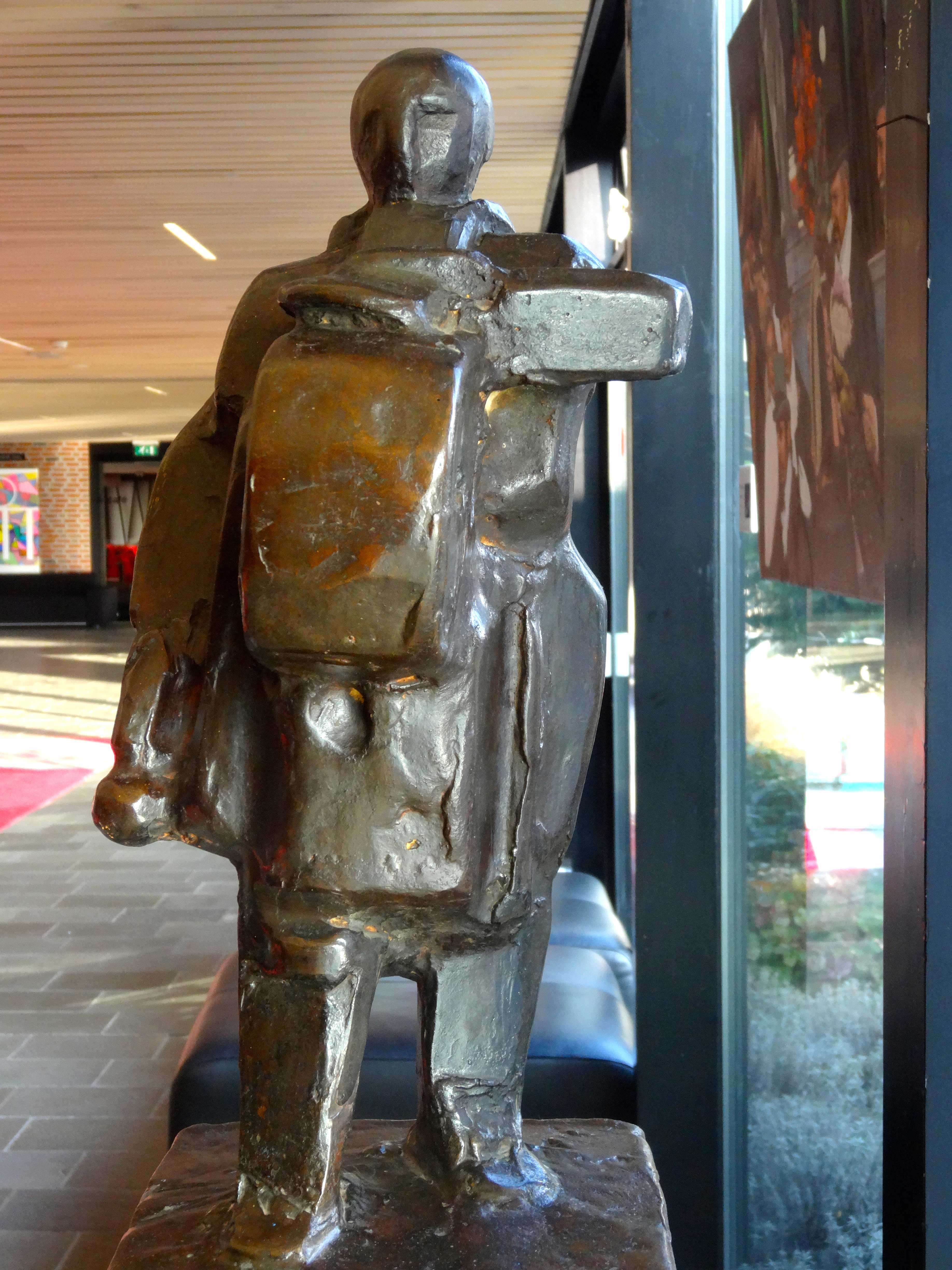
Beeld De Tamboer

De Tamboer is een theater- en congrescentrum in Hoogeveen.
In 1960 besloot het gemeentebestuur van Hoogeveen om een cultureel centrum te stichten. Het gebouw werd ontworpen door Onno Greiner, toen een van de belangrijkste theaterarchitecten van Nederland. Toenmalig Koningin Juliana opende De Tamboer officieel op 21 april 1967.
In de jaren 1990 bleek het gebouw vervangen te moeten worden. Op 23 april 1996 sloeg cabaretier Youp van ’t Hek de eerste paal van de nieuwbouw. Het ontwerp ging terug op plannen van architect Greiner. Op 1 september 1997 opende (toenmalig prins) koning Willem Alexander officieel de hernieuwde Tamboer. In 2017 vierde het theater zijn vijftigjarig bestaan.
Het theater beschikt over twee zalen: een middelgrote zaal (480 plaatsen) en een grote zaal (760 plaatsen).
In de binnentuin staan vier beelden van Arie Teeuwisse. Het betreft vier personages uit de commedia dell'arte: Pulcinella uit 1987, Scapino uit 1988 en Colombina en Pantalone uit 1989.

## Trivia
- Aan de ingang stond een bronzen beeld uit 1967 van Gooitzen de Jong, genaamd De Tamboer, wat later verplaatst werd naar de Grote Kerk.